# Jonas Geist
Jonas Geist, bürgerlich Johann Friedrich Geist (* 4. Juni 1936 in Lübeck; † 6. Januar 2009 ebenda), war ein deutscher Architekt, Stadtplaner, Architekturhistoriker und Autor.

## Leben
Jonas Geist war ein Sohn des Lübecker Kunsterziehers Hans-Friedrich Geist. Nach dem Besuch des Gymnasiums Katharineum zu Lübeck studierte Geist Architektur an der TU Berlin und war dort Schüler von Ernst Heinrich. Nach der Mitarbeit im Büro Ungers beim ikonischen Wettbewerbsentwurf für das Studentenwohnheim der Universität Twente in Enschede promovierte er 1969 mit der Dissertation Passagen, ein Bautyp des 19. Jahrhunderts, die auf Grund ihrer starken, auch internationalen Beachtung in drei Auflagen erschien, und erhielt 1971 eine Assistenzprofessur. Nach seiner Habilitation 1977 erhielt er im selben Jahr einen Ruf der Hochschule der Künste in Berlin, den er annahm. Als Nachfolger Julius Poseners wurde er Professor für Geschichte, Theorie und Kritik der Architektur. 2004 wurde er emeritiert.
Geist etablierte die wissenschaftliche Forschung in der Bau- und Stilgeschichte und nahm Bezug auf die zugehörigen Gesellschaftsformen. In Zusammenarbeit mit Klaus Kürvers entstand das dreibändige Werk Das Berliner Mietshaus (1740–1989), in dem sein Ansatz der Bauforschung dargestellt ist.
Seit 1993 war Geist Mitglied der Berliner Akademie der Künste, in deren Baukunstarchiv seine Bibliothek aufbewahrt wird.

## Schriften (Auswahl)
- Passagen, ein Bautyp des 19. Jahrhunderts. Erste Auflage Berlin 1969 (Zugl. Dissertation TU Berlin vom 2. Juni 1969) als Band 5 der Studien zur Kunst des neunzehnten Jahrhunderts, Forschungsunternehmen der Fritz Thyssen-Stiftung, Arbeitskreis Kunstgeschichte. Zweite Auflage im Prestel Verlag, München 1978, ISBN 3-7913-0430-5
- Fidus. 1868–1948, Zur ästhetischen Praxis bürgerlicher Fluchtbewegungen. Rogner & Bernhard, München 1972, ISBN 3-920802-86-1 (mit Janos Frecot und Diethart Kerbs)
- Versuch, das Holstentor zu Lübeck im Geiste etwas anzuheben. Wagenbach, Berlin 1976, ISBN 3-8031-2012-8
- Das Berliner Mietshaus. Bd. 1. 1740–1862. Prestel, München 1980, ISBN 3-7913-0524-7 (mit Klaus Kürvers)
- Das Berliner Mietshaus. Bd. 2. 1862–1945. Prestel, München 1984, ISBN 3-7913-0696-0 (mit Klaus Kürvers)
- Das Berliner Mietshaus. Bd. 3. 1945–1989. Prestel, München 1989, ISBN 3-7913-0719-3 (mit Klaus Kürvers)